# Елени Рапти
Елѐни Димитрѝу Ра̀пти (на гръцки: Ελένη Δημητρίου Ράπτη) е гръцки политик от Нова демокрация, депутат в Гръцкия парламент от 2004 година.

## Биография
Родена е на 9 май 1975 година в македонския град Солун. Завършва гимназията Арсакиос в Солун. Завършва Факултета по гръцка култура на Кипърския свободен университет. Има диплома по бизнес.
В 1996 и в 2002 година Рапти е избрана за общински съветник в Солун. От 2004 година Рапти непрекъснато печели депутатски мандат за Нова демокрация в Първи Солунски избирателен район. Член-основател е на организацията на Нова демокрация „Агапи“ и на доброволческата организация Група с вас – информационен център за доброволчеството в Гърция. През януари 2011 година председателят на Нова демокрация я назначава за секретар по доброволчеството и неправителствените организации.